# Élections constituantes de 1946 dans l'Hérault
Les élections constituantes françaises de 1946 se tiennent le 2 juin. Ce sont les deuxièmes élections constituantes, après le rejet du projet de Constitution française du 19 avril 1946 lors du référendum du 5 mai.

## Mode de scrutin
L'assemblée constituante est composée de 586 sièges pourvus au scrutin proportionnel plurinominal suivant la règle de la plus forte moyenne dans chaque département, sans panachage ni vote préférentiel.
Dans le département de l'Hérault, six députés sont à élire.

## Élus
| Député sortant    | Parti | Parti   | Député élu ou réélu | Parti | Parti   |
| ----------------- | ----- | ------- | ------------------- | ----- | ------- |
| Raoul Calas       |       | PCF     | Raoul Calas         |       | PCF     |
| Antonin Gros      |       | PCF     | Antonin Gros        |       | PCF     |
| Jules Moch        |       | SFIO    | Jules Moch          |       | SFIO    |
| Paul Coste-Floret |       | MRP     | Paul Coste-Floret   |       | MRP     |
| Joseph Aussel     |       | MRP     | Paul Boulet         |       | MRP     |
| Vincent Badie     |       | Rad-soc | Vincent Badie       |       | Rad-soc |

## Résultats

### Résultats à l'échelle du département
| Parti    | Parti                                          | Tête de liste     | Résultats | Résultats | Sièges |  |
| Parti    | Parti                                          | Tête de liste     | Voix      | %         |        |  |
| -------- | ---------------------------------------------- | ----------------- | --------- | --------- | ------ |  |
|          | Parti communiste français                      | Raoul Calas       | 67 376    | 30,63     | 2      |  |
|          | Mouvement républicain populaire                | Paul Coste-Floret | 65 343    | 29,71     | 2      |  |
|          | Section française de l'Internationale ouvrière | Jules Moch        | 51 133    | 23,23     | 1      |  |
|          | Rassemblement des gauches républicaines        | Vincent Badie     | 36 151    | 16,43     | 1      |  |
|          |                                                |                   |           |           |        |  |
| Inscrits | Inscrits                                       | Inscrits          | 272 948   | 100,00    | 6      |  |
| Votants  | Votants                                        | Votants           | 223 891   | 82,03     |        |  |
| Exprimés | Exprimés                                       | Exprimés          | 219 989   | 98,25     |        |  |